# Konstanz (Schiff, 1940)
Das letzte Passagierschiff der Deutschen Reichsbahn für den Bodensee sollte den Namen Konstanz tragen, wurde aber kriegsbedingt nicht mehr vollendet. Nur der Schiffsrumpf wurde zeitweise als Hilfs- und Arbeitsschiff für militärische und zivile Zwecke verwendet. Meistens lag er im geplanten Heimathafen Konstanz und wurde dort wegen der fehlenden Aufbauten spöttisch Flugzeugträger genannt.

## Geschichte

### Baugeschichte
Das 1938 bei der Bodan-Werft (Kommissionsnummer: 4800) georderte Zweideck-Motorschiff im erfolgreichen Bodan-Design der späten 1930er Jahre war für den Einsatz auf dem Überlinger See etwas kleiner dimensioniert als die drei formprägenden Vorgängerinnen. Der Auftrag wurde von der Werft zunächst bis Ende 1939 zurückgestellt. Erst im Februar 1940 konnte sie den Schiffsrumpf mit dem Hauptdeck und den beiden Maschinen, aber noch ohne Antrieb, zu Wasser lassen. Die Montage der bereits vorgefertigten Bauteile wurde aufgeschoben. 1942 erfolgte dann der endgültige Baustopp.

### Einsatz als Hilfs- und Arbeitsschiff
Nach zwei weiteren Jahren im Konstanzer Hafen nutzte die Kriegsmarine den immer noch antriebslosen Rumpf vorübergehend als Torpedofangboot der neuen Torpedoversuchsanlage Seewerk Immenstaad. Im Mai 1944 baute Voith den fehlenden Voith-Schneider-Antrieb ein, um dessen Eignung für Minenräumboote zu testen. Danach soll die Konstanz auch für  Versuche mit V-Waffen verwendet worden sein. Kurz vor dem Kriegsende brannte sie in Friedrichshafen nach Bombentreffern mittschiffs völlig aus und wurde wieder nach Konstanz verlegt. Die französische Besatzungsmacht beschlagnahmte die 1942 nicht mehr verbauten Teile. Erst 1956 wurde sie bei der Verlegung der Seeleitung für die Bodensee-Wasserversorgung vor Sipplingen wieder verwendet. Der Schiffsrumpf der Konstanz, die zwanzig Jahre lang unvollendet blieb, wurde 1958 abgebrochen.

### Bezug der geplanten „Konstanz“ zur „Bayern“

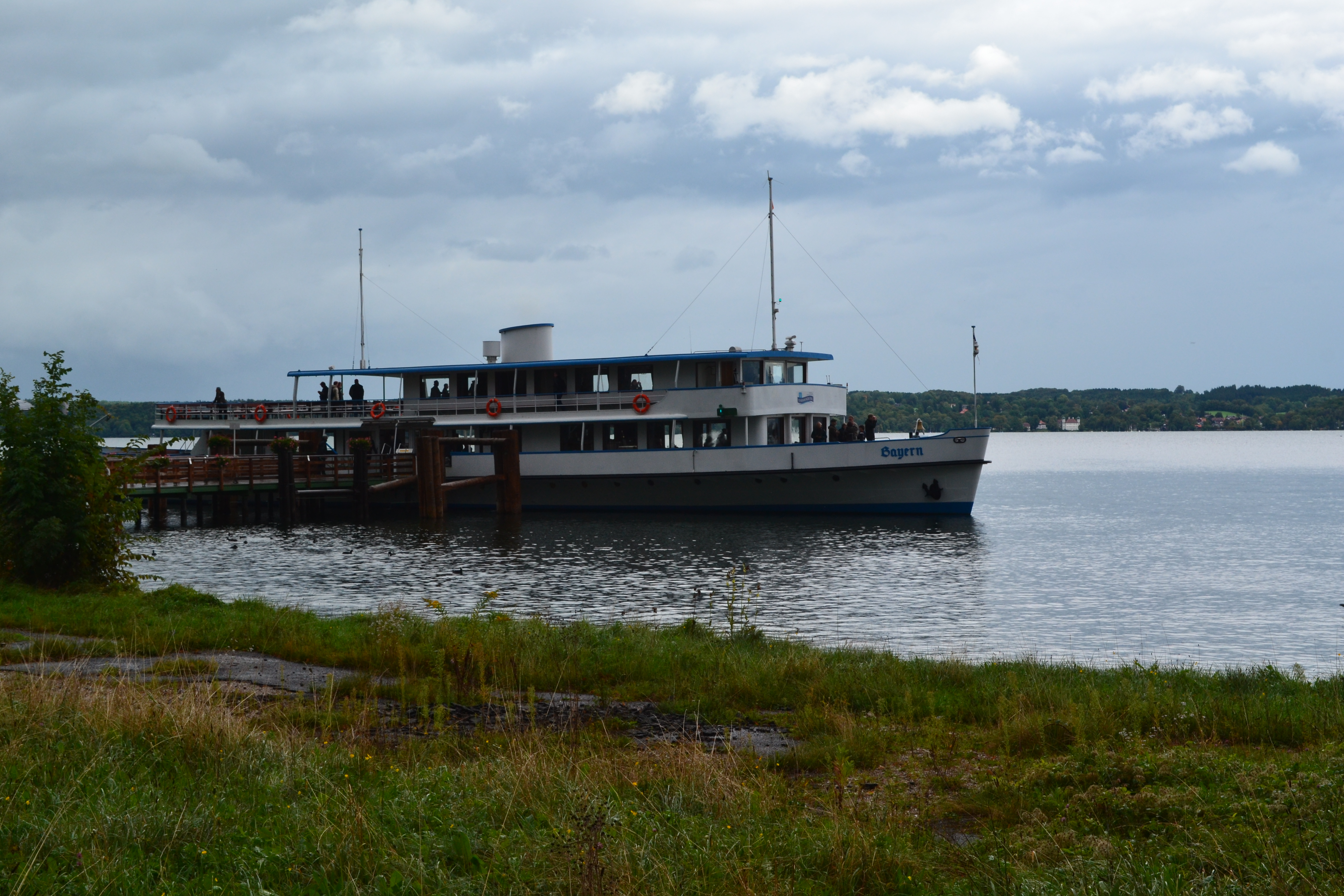
Die Konstanz wäre fast identisch mit der Bayern gewesen

Die Bayern wurde fast nach denselben Plänen wie die Konstanz von der Deggendorfer Werft für den Starnberger See gebaut. 1938 begonnen und 1939 vom Stapel gelassen, lag sie während des Kriegs unfertig im Hafen, bis sie 1948 in Dienst gestellt werden konnte. Die Bayern ist noch in Betrieb.